# Suzanne Simard
Suzanne W. Simard – kanadyjska specjalistka w dziedzinie ekologii lasu, profesor na Wydziale Leśnictwa Uniwersytetu Kolumbii Brytyjskiej (Forest Sciences Centre), uczestnicząca w długofalowych badaniach sukcesji w lasach kanadyjskich, kierująca zespołem badającym struktury sieci mikoryzowych, umożliwiających komunikację między drzewami zespołów leśnych (Belowground Ecosystem Group, The Mother Tree Project).

## Inspiracje
Suzanne Simard spędziła dzieciństwo w bezpośrednim sąsiedztwie lasu. Zachowała w pamięci swoje wyobrażenie tajemniczej przestrzeni, w której bardzo różnorodne rośliny i zwierzęta współpracują ze sobą pełniąc różne role, są sobie wzajemnie potrzebne (nierozłączne). Dopiero będąc studentką Uniwersytetu Kolumbii Brytyjskiej (Wydział Leśnictwa) i młodą pracownicą Ministry of Forests (British Columbia) zorientowała się, że gospodarka leśna jest traktowana przede wszystkim jako użytkowanie lasu przez człowieka (pozyskiwanie użytków leśnych), z czym nie umiała się pogodzić. Jej przełożony w ministerstwie, leśnik Alan Vyse, spostrzegł jej zainteresowania i zachęcił do prowadzenia badań naukowych w tej dziedzinie. Jednym z pierwszych efektów tych badań był raport dotyczący konkurencji sosny z sąsiednimi roślinami (Competition among lodgepole pine and plant species, FRDA Project 3.49, A.H. Vyse, S.W. Simard, 1989) oraz praca magisterska. Poszukiwania odpowiedzi na pytania o mechanizm tego zjawiska, przede wszystkim o procesy zachodzące pod ziemią, stały się celem dalszej pracy naukowej.

## Praca zawodowa
Suzanne Simard jest od końca lat 80. XX w. związana z Wydziałem Leśnictwa (zob. leśnictwo jako nauka) Uniwersytetu Kolumbii Brytyjskiej (UCB) w Vancouver. Jest pracownikiem dydaktycznym i naukowym, zajmującym się ekologią leśną. Bada struktury ekosystemów leśnych (głównie lasów borealnych południowej Kanady i jej zmiany, m.in. pod wpływem zmian klimatu oraz eksploatacji użytków leśnych). Jest specjalistką w zakresie badań mechanizmów interakcji międzygatunkowych między drzewami, polegających na komunikacji systemów korzeniowych. Jest członkiem Forest Sciences Centre, Belowground Ecosystem Group. 
W latach 1980–1990 przygotowywała (samodzielnie lub ze współpracownikami) kilka raportów z badań konkurencji w różnych zespołach leśnych między brzozą papierową i daglezją zieloną, olszą zieloną i sosną wydmową i in.. Stopień Master of Science otrzymała na podstawie pracy wydanej w 1989 roku, dotyczącej wpływu zbiorowisk krzewów zdominowanych przez olchę sitka (Alnus sinuata) na wydajność sosny. Jej praca doktorska (1997) dotyczyła przekazywania węgla między daglezją Douglas fir i brzozą papierową poprzez sieci mikoryzowe w ich systemach korzeniowych. W czasie badań S. Simard wykorzystywała znakowanie radioizotopem 14C.
W UCB kieruje zespołem The Mother Tree Project (centralne węzły sieci mikoryzowych)i uczestniczy w realizacji innych projektów. Badania naukowe łączy z pracą dydaktyczną. Prowadzi kursy akademickie dotyczące struktury i funkcji ekosystemów leśnych, złożonych systemów adaptacyjnych w skali globalnj i mniejszej (problemy zrównoważonego rozwoju), problemów zarządzania eksploatacją lasów z uwzględnieniem zasad ekologii, uwarunkowań społecznych i ekonomicznych itp. Pełni rolę opiekuna prac doktorskich i studiów podoktoranckich (ok. 30 osób w latach 1997–2018).
Jest zaliczana do grupy siedmiu najbardziej znaczących ekologów lasu na świecie (Peter Wohlleben, Tim Flannery, Suzanne Simard, Monica Gagliano, Zoë Lindo, Boris Tokin, Anastassia Makarieva).

## Publikacje naukowe
Suzanne Simard jest autorką lub współautorką ok. 170 artykułów i innych publikacji naukowych (177 wskazań Google Scholar, 169 pozycji wykazu Selected Publications, zamieszczonego na stronie internetowej Wydziału Leśnictwa UBC). Poniższy wybór obejmuje 10 pozycji najczęściej cytowanych przez innych autorów (721–114 cytowań):
1. Net transfer of carbon between ectomycorrhizal tree species in the field, SW Simard, DA Perry, MD Jones, DD Myrold, DM Durall, R Molina, Nature 388 (6642), 1997
2. Mycorrhizal networks: des liaisons dangereuses? MA Selosse, F Richard, X He, SW Simard, Trends in Ecology & Evolution 21 (11), 621-628, 2006
3. Mycorrhizal networks: a review of their extent, function, and importance, SW Simard, DM Durall, Canadian Journal of Botany 82 (8), 1140-1165 2004
4. Carbon and nutrient fluxes within and between mycorrhizal plants, SW Simard, MD Jones, DM Durall, Mycorrhizal ecology, 33-74, 2003
5. Ectomycorrhizal fungal succession in mixed temperate forests, BD Twieg, DM Durall, SW Simard, New Phytologist 176 (2), 437-447, 2007
6. Mycorrhizal networks: mechanisms, ecology and modeling, SW Simard, KJ Beiler, MA Bingham, JR Deslippe, LJ Philip, FP Teste, Fungal Biology Reviews 26 (1), 39-60, 2012
7. Long‐term experimental manipulation of climate alters the ectomycorrhizal community of Betula nana in Arctic tundra, JR Deslippe, M Hartmann, WW Mohn, SW Simard, Global change biology 17 (4), 1625-1636, 2011
8. Long-term warming alters the composition of Arctic soil microbial communities, JR Deslippe, M Hartmann, SW Simard, WW Mohn, FEMS microbiology ecology 82 (2), 303-315, 2012
9. Architecture of the wood‐wide web: Rhizopogon spp. genets link multiple Douglas‐fir cohorts, KJ Beiler, DM Durall, SW Simard, SA Maxwell, AM Kretzer New Phytologist 185 (2), 543-553, 2010
10. Effects of soil trenching on occurrence of ectomycorrhizas on Pseudotsuga menziesii seedlings grown in mature forests of Betula papyrifera and Pseudotsuga menziesii, SW Simard, DA Perry, JE Smith, R Molina, The New Phytologist 136 (2), 327-340, 1997

## Popularyzacja nauki i komunikacja naukowa
Suzanne Simard współpracuje i utrzymuje kontakt z wieloma ekologami świata oraz innymi pasjonatami ekologii lasów. Jedną z form tej działalności było zainicjowanie i realizacja w latach 2011–2016 programu TerreWEB (Terrestrial Research on Ecosystem & World-wide Education and Broadcast), zmierzającego do integracji badań prowadzonych przez studentów i doktorantów z różnych ośrodków (warsztaty, seminaria, krajowe i międzynarodowe staże, wymiana międzylaboratoryjna) oraz do usprawnienia wymiany informacji nt. interdyscyplinarnych badań globalnych zmian klimatu.  
Wspólnie z Peterem Wohllebenem (autorem m.in. bestselleru The Hidden Life of Trees) wystąpiła w wielokrotnie nagradzanym filmie dokumentalnym Intelligent Trees. Jest wykładowcą konferencji TED.

## Miejsce w kulturze
W 2019 roku Nagrodę Pulitzera w dziedzinie beletrystyki otrzymał Richard Powers za książkę The Overstory (fikcja literacka). Jest to narracja drzew, opowieść o fantastycznym świecie żywego lasu – rozległym, trwającym dzięki specyficznym więziom, zaradnym i pomysłowym. Ludzcy bohaterowie książki są garstką aktywistów, którzy stopniowo poznają ten świat i starają się przeciwdziałać jego nadchodzącej katastrofie. Jedną z centralnych postaci jest Patricia Westerford. Autor wyjaśnia, że jest to postać fikcyjna, która wywodzi się od dwóch prawdziwych kobiet: Suzanne Simard i Diany Beresford-Kroeger.